# جون وود (ممثل)
جون وود (بالإنجليزية: John Wood)‏ هو ممثل أسترالي، ولد في 14 يوليو 1946 في أستراليا. من الجوائز التي نالها Logie Award for Most Outstanding Actor ‏ سنة 1988 وLogie Award for Most Outstanding Actor ‏ سنة 1989.

## جوائز
- Logie Award for Most Outstanding Actor [الإنجليزية]‏ (1988)
- Logie Award for Most Outstanding Actor [الإنجليزية]‏ (1989)

## وصلات خارجية
- جون وود على موقع IMDb (الإنجليزية)
- جون وود على موقع ألو سيني (الفرنسية)
- جون وود على موقع قاعدة بيانات الأفلام السويدية (السويدية)
- جون وود على موقع قاعدة بيانات الفيلم (الإنجليزية)
- جون وود على موقع كينوبويسك (الروسية)